# جامع السجادة النبوية
جامع السجادة النبوية في محافظة كركوك من مساجد كركوك الأثرية في العراق ويقع في محلة بولاق في مدينة كركوك، وهو من المساجد التراثية القديمة، ولقد بناهُ أمين أفندي ابن الملا سعدي أفندي في عهد الدولة العثمانية عام 1309 هـ/ 1892م.

## التاريخ
شيد المسجد والمدرسة بناء على طلب السلطان العثماني عبد الحميد الثاني، الذي أمر أمين أفندي ببناء مسجد في كركوك ونقل السجادة الأثرية إليهِ من جامع خادم السجادة في أربيل، حيث احتوى ذلك الجامع على سجادة يقال إنها من عهد النبي محمد، ثم استولى عليها السلطان العثماني، وكان شرطهُ لأرجاعها هو نقلها إلى هذا الجامع في كركوك، ولقد احتفظ بالسجادة الاثرية في خزانة خاصة. ويتكون الجامع من مصلى ومدرسة لتعليم الطلاب وغرف أخرى للامام والخطيب والخدم. اعيد بناء المسجد وترميمه من قبل هيئة استثمار اموال الوقف السني في عام 2006.
كتب الباحث الشهير العلامة محمد علي القرةداغي: كانت لأسرة خادم السجادة تكية بكركوك؛ فيها سجادة الرسول. يحافظون عليها وكان الناس في الأعياد والمناسبات يزورونها؛ وأضاف القرةداغي.. حين كانت في التكية مدرسة؛ كان فيها أيضا مدرس وطلاب. ويزودنا الشيخ القرةداغي بمعلومات أكثر ويكتب: .. ثمة العديد من الوثائق التاريخية مع السجادة الشريفة؛ التي لها قيمة تأريخية عليها أختام وتواقيع عدد من مشاهير الشيوخ ومدرسي جوامع ومدارس كركوك. من أمثال: الشيخ عبدالرحمن الخالص والشيخ محي الدين القادري والشيخ محمد خليفة عبدالرحمن القادري والملا عمر المدرس العسكري والعلامة محمد قركه يى مدرس في جامع النائب، والعلامة حمزة بن علي أفندي والسيد محي الدين والسيد محمد الجباري مدرس في مدرسة بولاق وآخرون.
أما شيوخ ووجهاء الأسرة هم:
1. الحاج أمين أفندي.
2. الشيخ رفيق.
3. الشيخ علي بن رفيق.